# Erioptera subaurea
Erioptera subaurea är en tvåvingeart som beskrevs av Ernst Evald Bergroth 1888. Erioptera subaurea ingår i släktet Erioptera och familjen småharkrankar. Inga underarter finns listade i Catalogue of Life.